# Унштрутская культура
Унштрутская культура (в разных источниках также унструцкая (унструцкая) культура, вальтерслебенская культура) — археологическая культура среднего и позднего бронзового века. Название происходит от р. Унструт на территории Германии. Поздняя фаза данной культуры известна также как тюрингская культура. Сильно связана с кругом культур полей погребальных урн.

## Происхождение
Происхождение унструтской культуры связывают с сильным влиянием традиции круга культур курганных погребений. Одновременно на её развитие повлияли также другие культуры — южногерманская культура полей погребальных урн, кновизская культура и лужицкая культура.

## Хронология и область распространения
Унструтская культура (на позднем этапе — тюрингская культура) существовала со стадии D бронзового века до стадии D гальштатского периода по хронологии Пауля Райнеке, то есть в 1300—480/450 гг. до н. э. В её развитии выделяют несколько этапов (согласно К. Пешелю):
- фаза Арншдатд — бронза D и гальштат A1 (1300—1100 гг. до н. э.)
- фаза Кунитц — гальштат A2 (1100—1050/1020 гг. до н. э.)
- фаза Лаасдорф (западная часть) и фаза Гота (восточная часть) — гальштат B1 (1050/1020-950/920 гг. до н. э.)
- фаза Хельдрунген — гальштат B2-3 (950/920-800 гг. до н. э.)
- тюрингская культура — гальштат C и D (800—480/450 гг. до н. э.)

Область распространения унструтской культуры охъватывала территорию нынешней Тюрингии, достигая южных предгорий Гарца, а на западе достигала центрального бассейна р. Заале.

## Поселения и хозяйство
Население унштрутской культуры селилось на наиболее плодородных территориях Тюрингии, а в конце бронзового века, когда она вытеснила лужицкую культуру с верховьев Заале, заняла также земли в бассейне этой реки. Селились как в открытых поселениях, так и оборонительного характера, при этом вторые часто располагались на взгорьях. В хозяйстве основную роль играли земледелие и скотоводоство.

## Погребальный обряд
Среди погребений преобладали скелетные, однако при этом имелось значительное число кремационных погребений, при этом со временем последние появлялись всё чаще. В скелетных погребениях тело умершего укладывали на спину, в вытянутом положении, головой в южном направлении, после чего могилу обкладывали камнями и накрывали или окружали насыпью. Кремированные погребения осуществлялись в погребальных урнах. Оба вида погребений сопровождались погребальными дарами в виде керамики и металлических изделий.

## Каннибализм
В некоторых поселениях унструтской культуры обнаружены следы каннибализма: человеческие кости со следами обработки, аналогичной той, которой подвергались кости животных. Такие следы обнаружены в поселении на территории современного г. Эрфурт, а также в пещерах, расположенных в окрестностях местности Бад-Франкенхаузен, где, скорее всего, находилось культовое место данной культуры. Это свидетельствует о ритуальной роли, которую, вероятно, играл каннибализм. Другие следы наличия каннибализма обнаружены у существовавшей в то же время кновизской культуры.

## Инвентарь
Для керамических изделий указанной культуры типичными были сосуды-амфоры с характерной утолщённой верхней частью корпуса у самой шейки, обычно с двумя ручками. Кроме того, известны также сосуды, напоминающие сосуды кновизской культуры, а также сосуды с широким отверстием с выступающим краем. Помимо того, встречаются также кубки, черпаки, миски и сосуды, напоминающие изделия лужицкой культуры.
В металлическом инвентаре на ранних стадиях встречаются такие изделия, как спиральные диски из проволоки с концом, загнутым в виде крючка, наплечники, украшенные треугольниками, броши со спиральным орнаментом, браслеты, наголенники, мечи западноевропейского происхождения, серпы и топорики. Для более поздних этапов типичными являются, напротив, топорики с «крыльями», ожерелья, украшенные диагональными пазами, массивные бронзовые браслеты в виде стремени и крупные, массивные бронзовые шпильки с профилированной головкой.

## Исчезновение
Во время своего существования тюрингская культура подверглась влиянию со стороны западногальштатской культуры. Конец существованию тюрингско-унштрутской культуры положили кельты, которые прибыли на территорию Тюрингии под конец гальштатского периода.